# Guadassuar
Guadassuar (em valenciano e oficialmente) ou Guadasuar (em castelhano) é um município da Espanha, na província de Valência, Comunidade Valenciana. Tem 35,3 km² de área e em 2021 tinha 5 938 habitantes (densidade: 168,2 hab./km²). Pertence à comarca da Ribera Alta e limita com os municípios de Alzira, L'Alcúdia, Algemesí, Alginet, Benimodo, Carlet, Massalavés e Tous.